# 臧新宇
NOCTIS ZANG （ノクティス　ザン、英語: Noctis Zang，1994年11月18日-），日本のゴシックメタルバンド「The VERSUS」の元リードシンガー。